# Ronald IJmker
Ronald IJmker (Hoogeveen, 1981) is een Nederlands organist, pianist, docent, dirigent en componist.

## Levensloop

### Studie
IJmker kreeg zijn eerste orgellessen thuis aangeboden voordat hij naar de gemeentelijke muziekschool in Hoogeveen ging. Zijn hoofdstudie volgde hij bij Harm Jansen aan het conservatorium in Zwolle. In januari 2005 sloot hij deze studie af in de Grote of Sint-Michaëlskerk in Zwolle.

### Loopbaan
Ronald werd na zijn studie in 2005 benoemd tot organist aan de Hervormde kerk en de Singelkerk in Coevorden, de christelijke gereformeerde kerk in Nieuw-Balinge en de protestantse kerk in De Krim. Als dirigent leidt hij Vocalgroup 'VocalSpirit' en het Christelijk Groot Gemengd Koor 'Polyphonie' in Stadskanaal en  het Christelijk koor 'Judah' uit Rijssen. Als docent geeft hij privé- en muzieklessen aan organisten in opleiding. Hij concerteert met koren in vele Europese landen als Engeland, Frankrijk, Duitsland, Oostenrijk, Tsjechië, Hongarije, Roemenië en Polen. Van hem zijn vele opnamen gemaakt voor zowel, radio-, en televisieprogramma's en voor cd's. Ook componeerde hij muziek voor psalmen en maakte hij muziekbewerkingen van muziek van Bach en Louis van Dijk.

## Discografie
- Orgelconcert
- Benediction
- Schuilplaats

## Bladmuziek

### Orgel
- Psalm 23
- Psalm 68
- Psalm 69
- Psalm 113
- Psalm 122
- Psalm 145
- For all the saints
- Lof zij de Heer
- Een Vaste Burcht is Onze God (transcriptie)
- O, for the wings of a dove (transcriptie)
- Sicilienne (transcriptie)
- You raise me up (transcriptie)
- Seht, seht was die Liebe tut (Aria uit Cantate BWV 85) (transcriptie)
- Schäfe können sicher weiden (Aria uit Cantate BWV 208) (transcriptie)

### Piano
- Psalm 23
- Psalm 47
- Psalm 68
- Psalm 69
- Psalm 72
- Psalm 86
- Psalm 90
- Psalm 106
- Psalm 122
- Psalm 146

### Koor
- Heerser over alle dingen
- Genade zo groot
- Spreek, o Heer
- Op die die dag
- Maranatha
- God zal voor ons zorgen
- Hard geslagen, vastgenageld
- For God is Love
- Speak, o Lord
- Stricken, smitten and afflicted
- I heard the voice of Jesus say
- The prayer of St. Patrick
- Kerstnacht boven Bethlehem
- O kom, o kom, Immanuël
- O come, O come, Emmanuel